# Теарце (община)
Теарце (на македонска литературна норма: Општина Теарце; на албански: Komuna e Tearcës) е община, разположена в северозападната част на Северна Македония със седалище едноименното село Теарце.
Общината обхваща 13 села в областта Долни Полог по горното течение на река Вардар на площ от 136,54 km2. Населението на общината е 22 454 (2002), предимно албанци, с гъстота от 164,45 жители на km2.
През пролетта на 2001 година общината е арена на сериозни въоръжени сблъсъци между албански бунтовници и части на армията на Република Македония.

## Структура на населението
Според преброяването от 2002 година община Теарце има 22 454 жители.
| Етническа принадлежност | Процент |
| северномакедонци        | 12,20%  |
| албанци                 | 84,40%  |
| турци                   | 2,30%   |
| роми                    | 0,30%   |
| власи                   | 0,00%   |
| сърби                   | 0,06%   |
| бошняци                 | 0,00%   |
| други                   | 0,74%   |